# Communauté de communes Normandie-Cabourg-Pays d'Auge
Pour les articles homonymes, voir Pays d'Auge (homonymie).
La communauté de communes Normandie-Cabourg-Pays d'Auge est une structure intercommunale française, située dans le département du Calvados, en région Normandie.

## Historique
La communauté de communes est créée le 1er janvier 2017 par la fusion des communautés de communes de l'Estuaire de la Dives, du Pays d'Auge dozuléen et Campagne et Baie de l'Orne, auxquelles sont adjointes les communes d'Escoville, Saint-Samson, et Touffréville, issues de la communauté de communes Entre bois et marais.
Initialement créée sous le nom de CABALOR-Estuaire de la Dives-CAPADOZ, elle est finalement baptisée communauté de communes Normandie-Cabourg-Pays d'Auge.
Le 1er janvier 2018, six communes de l'ancienne communauté de communes  de Cambremer la rejoignent : Beaufour-Druval, Beuvron-en-Auge, Gerrots , Hotot-en-Auge , Rumesnil et Victot-Pontfol.
Le 1er janvier 2025, les communes de Gerrots et de Victot-Pontfol fusionnent au sein de la commune nouvelle de Victot-en-Auge.

## Territoire communautaire

### Géographie
Située  du département du Calvados, la communauté de communes Normandie-Cabourg-Pays d'Auge regroupe 38 communes et s'étend sur 276,4 km2.
Son territoire est constitué de structures variées :  le littoral de la Côte Fleurie, le bocage du Pays d’Auge, les marais de la Dives,ou  les grands espaces de culture bordant la plaine de Caen.

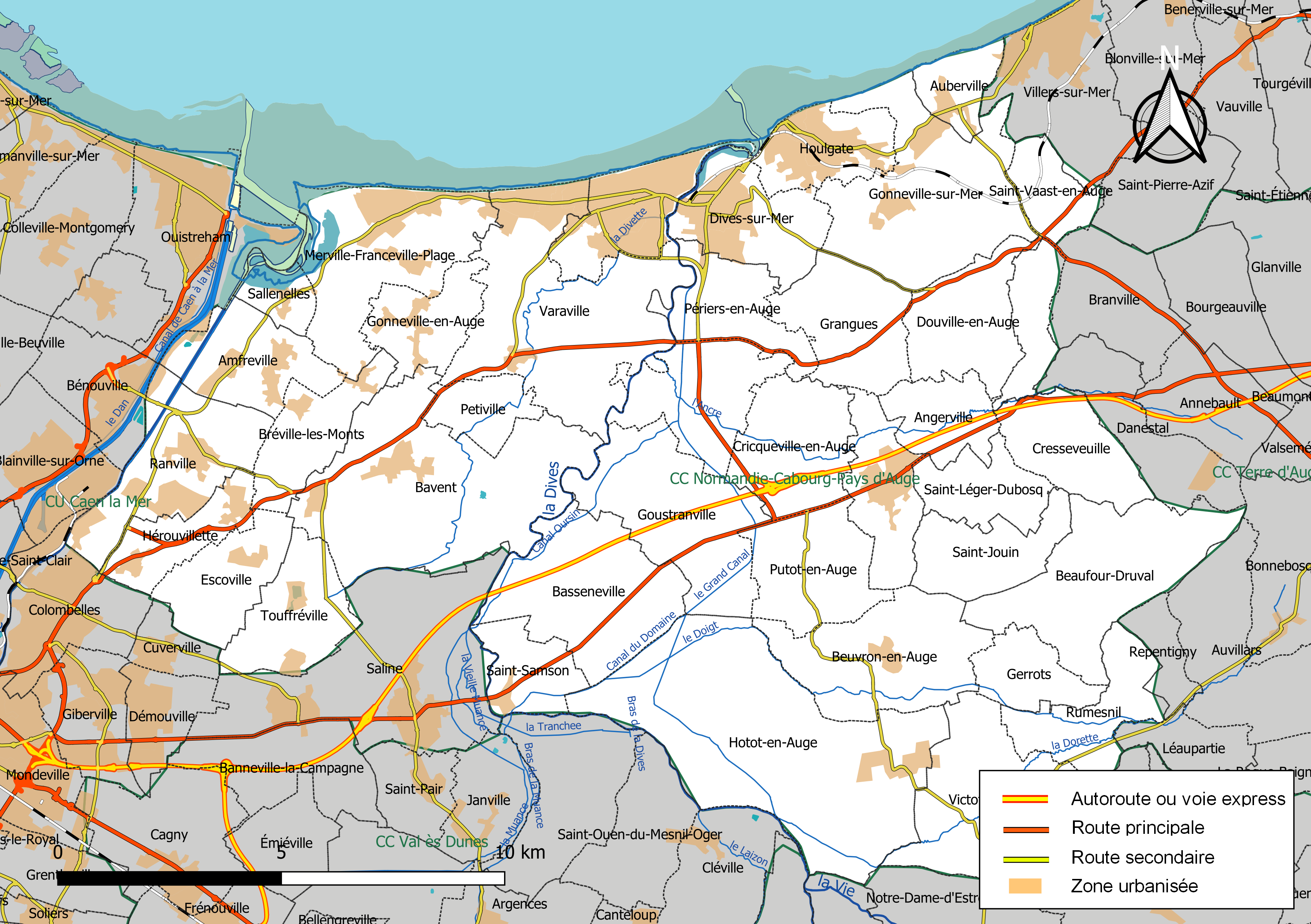
Carte de la communauté de communes Normandie-Cabourg-Pays d'Auge au 1er janvier 2019.

### Composition
En 2025, la communauté de communes est composée des 38 communes suivantes :

| Nom                        | Code Insee | Gentilé                  | Superficie (km2) | Population (dernière pop. légale) | Densité (hab./km2) |
| -------------------------- | ---------- | ------------------------ | ---------------- | --------------------------------- | ------------------ |
| Dives-sur-Mer (siège)      | 14225      | Divais                   | 6,46             | 5 129 (2022)                      | 794                |
| Amfreville                 | 14009      | Amfrevillais             | 6,06             | 1 373 (2022)                      | 227                |
| Angerville                 | 14012      | Angervillois             | 3,91             | 191 (2022)                        | 49                 |
| Auberville                 | 14024      | Aubervillais             | 2,62             | 603 (2022)                        | 230                |
| Basseneville               | 14045      | Bassenevillais           | 10,59            | 249 (2022)                        | 24                 |
| Bavent                     | 14046      | Baventais                | 18,45            | 1 912 (2022)                      | 104                |
| Beaufour-Druval            | 14231      | Beaufourquais-Druvalais  | 11,34            | 444 (2022)                        | 39                 |
| Beuvron-en-Auge            | 14070      | Beuvronnais              | 9,68             | 201 (2022)                        | 21                 |
| Bréville-les-Monts         | 14106      | Brévillais               | 4,75             | 651 (2022)                        | 137                |
| Brucourt                   | 14110      | Brucourtois              | 6,6              | 128 (2022)                        | 19                 |
| Cabourg                    | 14117      | Cabourgeais              | 5,52             | 3 654 (2022)                      | 662                |
| Cresseveuille              | 14198      | Cresseveuillais          | 5,48             | 255 (2022)                        | 47                 |
| Cricqueville-en-Auge       | 14203      | Criquevillois            | 6,79             | 184 (2022)                        | 27                 |
| Douville-en-Auge           | 14227      | Douvillais               | 6,17             | 221 (2022)                        | 36                 |
| Dozulé                     | 14229      | Dozuléens                | 5,23             | 2 279 (2022)                      | 436                |
| Escoville                  | 14246      | Escovillais              | 5,18             | 851 (2022)                        | 164                |
| Gonneville-en-Auge         | 14306      |                          | 4,32             | 392 (2022)                        | 91                 |
| Gonneville-sur-Mer         | 14305      |                          | 12,38            | 652 (2022)                        | 53                 |
| Goustranville              | 14308      | Goustranvillais          | 10,35            | 327 (2022)                        | 32                 |
| Grangues                   | 14316      | Granguais                | 6,61             | 289 (2022)                        | 44                 |
| Hérouvillette              | 14328      | Hérouvillettois          | 4                | 1 353 (2022)                      | 338                |
| Heuland                    | 14329      | Heulandais               | 3,02             | 137 (2022)                        | 45                 |
| Hotot-en-Auge              | 14335      | Hototais                 | 24,05            | 291 (2022)                        | 12                 |
| Houlgate                   | 14338      | Houlgatais               | 4,69             | 1 657 (2022)                      | 353                |
| Merville-Franceville-Plage | 14409      | Mervillais Francevillais | 10,42            | 2 222 (2022)                      | 213                |
| Périers-en-Auge            | 14494      | Périegeois               | 5,09             | 121 (2022)                        | 24                 |
| Petiville                  | 14499      | Petivillais              | 2,89             | 559 (2022)                        | 193                |
| Putot-en-Auge              | 14524      | Putotalgiens             | 6,58             | 311 (2022)                        | 47                 |
| Ranville                   | 14530      | Ranvillais               | 8,42             | 2 055 (2022)                      | 244                |
| Rumesnil                   | 14550      |                          | 5,35             | 88 (2022)                         | 16                 |
| Saint-Jouin                | 14598      | Saint-Jouanais           | 5,03             | 280 (2022)                        | 56                 |
| Saint-Léger-Dubosq         | 14606      | Saint-Légeois            | 4,06             | 239 (2022)                        | 59                 |
| Saint-Samson               | 14657      | Saint-Samsonnais         | 3,66             | 313 (2022)                        | 86                 |
| Saint-Vaast-en-Auge        | 14660      | Védastiens               | 2,98             | 115 (2022)                        | 39                 |
| Sallenelles                | 14665      | Sallenellais             | 1,25             | 290 (2022)                        | 232                |
| Touffréville               | 14698      | Touffrévillais           | 5,75             | 391 (2022)                        | 68                 |
| Varaville                  | 14724      | Varavillais              | 16,49            | 1 028 (2022)                      | 62                 |
| Victot-en-Auge             | 14743      |                          | 14,14            | 131 (2022)                        | 9,3                |

### Démographie
| 1968   | 1975   | 1982   | 1990   | 1999   | 2010   | 2015   | 2022   |
| ------ | ------ | ------ | ------ | ------ | ------ | ------ | ------ |
| 22 574 | 23 367 | 24 017 | 26 063 | 28 169 | 30 761 | 31 181 | 31 566 |

## Administration

### Siège
Le siège de la communauté de communes est situé à Dives-sur-Mer.

### Élus
La communauté de communes est administrée par son conseil communautaire, composé pour la mandature 2020-2026  de 66  conseillers municipaux représentant chacune des  communes membres.
| Nombre de conseillers | Communes                                               |
| --------------------- | ------------------------------------------------------ |
| 10                    | Dives-sur-Mer                                          |
| 6                     | Cabourg                                                |
| 4                     | Dozulé                                                 |
| 3                     | Merville-Franceville-Plage, Ranville, Bavent, Houlgate |
| 2                     | Amfreville, Hérouvillette                              |
| 1                     | Le reste des communes                                  |

Au terme des élections municipales de 2020 dans le Calvados, le conseil communautaire renouvelé a réélu la 16 juillet 2020 son président, Olivier Paz, maire de Merville-Franceville, ainsi que ses 8 vice-présidents, qui sont :
1. Pierre Mouaret, 70 ans, maire de Dives-sur-Mer, chargé de la gestion du patrimoine, proximité services publics, organisation générale ;
2. Sophie Gaugain, 45 ans, maire de Dozulé, chargée du développement, de l'attractivité du territoire et des filières courtes ;
3. Tristan Duval, 49 ans, maire de Cabourg, chargé du tourisme et des grands équipements ;
4. Olivier Colin, 65 ans, maire d’Houlgate, chargé des marchés publics, du cycle de l’eau et de la GEMAPI ;
5. Denise Davoust, 59 ans, première maire-adjointe de Beaufour-Druval, chargée des écoles de voile et de musique, de la petite enfance et de la jeunesse ;
6. Yves de Pannemaecker, 62 ans, maire-adjoint de Gonneville-sur-Mer,, chargé des finances et du numérique ;
7. Patrice Germain, maire de Basseneville, chargé des déchets et des ressources humaines ;
8. François Vannier, 61 ans, premier maire-adjoint de Ranville,chargé du SCoT et de l'aménagement du territoire.

Toutefois la liste des vice-présidents est remaniée et, en 2023, Olivier Homolle, maire-adjoint de Houlgate est le sixième vice-président chargé  des finances, de l'évaluation des performances publiques et du numériques

### Liste des présidents
| Période      | Période                       | Identité    | Étiquette | Qualité                                                                                        |
| ------------ | ----------------------------- | ----------- | --------- | ---------------------------------------------------------------------------------------------- |
| janvier 2017 | En cours (au 12 janvier 2023) | Olivier Paz | LR        | Gérant de société Maire de Merville-Franceville-Plage (1989 → ) Réélu pour le mandat 2020-2026 |

### Compétences
L'intercommunalité exerce les compétences qui lui ont été transférées par les communes membres, dans les conditions déterminées par le code général des collectivités territoriales. Il s'agit de : 
- Aménagement de l’espace
- Développement économique
- Gestion des milieux aquatiques et prévention des inondations (GEMAPI)
- Aires d’accueil des Gens du Voyage
- Collecte et traitement des déchets
- Politique du logement et du cadre de vie
- Voirie
- Équipements culturels, sportifs, pré-élémentaires et élémentaires d’intérêt communautaire
- Assainissement
- Maison de services au public
- Postes de secours pour la baignade en mer
- Aires de camping-cars
- Enfance Jeunesse

### Régime fiscal et budget
La communauté de communes est un établissement public de coopération intercommunale à fiscalité propre.
Afin de financer l'exercice de ses compétences, l'intercommunalité perçoit la fiscalité professionnelle unique (FPU) – qui a succédé à la taxe professionnelle unique (TPU) – et assure une péréquation de ressources entre les communes résidentielles et celles dotées de zones d'activité.
Elle ne reverse pas de dotation de solidarité communautaire (DSC) à ses communes membres.

## Projets et réalisations
Conformément aux dispositions légales, une communauté de communes a pour objet d'associer des « communes au sein d'un espace de solidarité, en vue de l'élaboration d'un projet commun de développement et d'aménagement de l'espace ».